# Live in Argentina
Live in Argentina é um DVD não-oficial lançado por Ozzy Osbourne em 30 de março de 2008. As imagens foram captadas por uma rede de televisão do país e posteriormente fizeram sucesso na internet.

## Faixas
1. "Intro"
2. "I Don't Wanna Stop"
3. "Bark At The Moon"
4. "Suicide Solution"
5. "Mr. Crowley"
6. "Not Going Away"
7. "War Pigs"
8. "Road To Nowhere"
9. "Crazy Train"
10. "Zakk Wylde Solo"
11. "Iron Man"
12. "I Don't Know"
13. "Here For You"
14. "I Don't Wanna Change The World"
15. "Mama, I'm Coming Home"
16. "Paranoid"

## Créditos
- Ozzy Osbourne - vocal
- Zakk Wylde – guitarra
- Mike Bordin – bateria
- Rob "Blasko" Nicholson – baixo
- Adam Wakeman - teclados